# Янгі-Мірішкор
38°51′05″ пн. ш. 65°16′40″ сх. д. / 38.85138889° пн. ш. 65.27777778° сх. д.
Янгі-Мірішкор (узб. Yangi Mirishkor, Янги Миришкор) — міське селище в Узбекистані, центр Мірішкорського району Кашкадар'їнської області.
Статус міського селища з 2009 року.